# فولك سايكدلي
الفولك السايكدلي (بالإنجليزية: Psychedelic folk)‏ (يسمى أحيانا آسيد فولك أو فريك فولك) هو نوع واسع التعريف من الموسيقى السايكدلية ظهر أول مرة في عقد 1960. يحتفظ بآلات الفولك التي أغلبها صوتية، لكنه يظيف عناصر موسيقية شائعة في الموسيقى السايكدلية.